# Rio (Itàlia)
Rio és un comune (municipi) de la província de Liorna, a la regió italiana de la Toscana, situat a uns 130 quilòmetres al sud-oest de Florència i a uns 80 quilòmetres al sud de Liorna, a l'illa d'Elba. A 1 de gener de 2019 la seva població era de 3.289 habitants.
Es tracta d'un municipi establert l'1 de gener de 2018 per la fusió dels municipis de Rio Marina i Rio nell'Elba.